# Cichlasoma trimaculatum
Cichlasoma trimaculatum är en fiskart som först beskrevs av Günther, 1867.  Cichlasoma trimaculatum ingår i släktet Cichlasoma och familjen Cichlidae. Inga underarter finns listade i Catalogue of Life.